# Verbena cheitmaniana
Verbena cheitmaniana — вид рослин родини Вербенові (Verbenaceae), поширений у північній Аргентині та південній Болівії.

## Опис
Трава 20–50 см заввишки, утворює ділянки діаметром до 1 м, розріджено жорстко волосата, має висхідні квітучі гілки; міжвузля 2–7 см завдовжки. Листки з черешками довжиною 3–8 мм; листові пластини 1.5–6.5 x 1–3.5 см, верхівки гострі, обидві поверхні вкриті жорсткими волосками. Квіткові приквітки довжиною 3–4 мм, вузько-яйцеподібні, зовнішня поверхня з короткими жорсткими притиснутими волосками, поля війчасті. Чашечка довжиною 6.5–7.5 мм, жорстко волосата, з деякими залозистими волосками, зубці довжиною 1–2 мм. Віночок довжиною 9–12 мм, фіолетового забарвлення, є мізерне зовнішнє запушення.

## Поширення
Поширений у північній Аргентині та південній Болівії. Росте між 500 і 2600 м н.р.м.